# Колонізація Європи

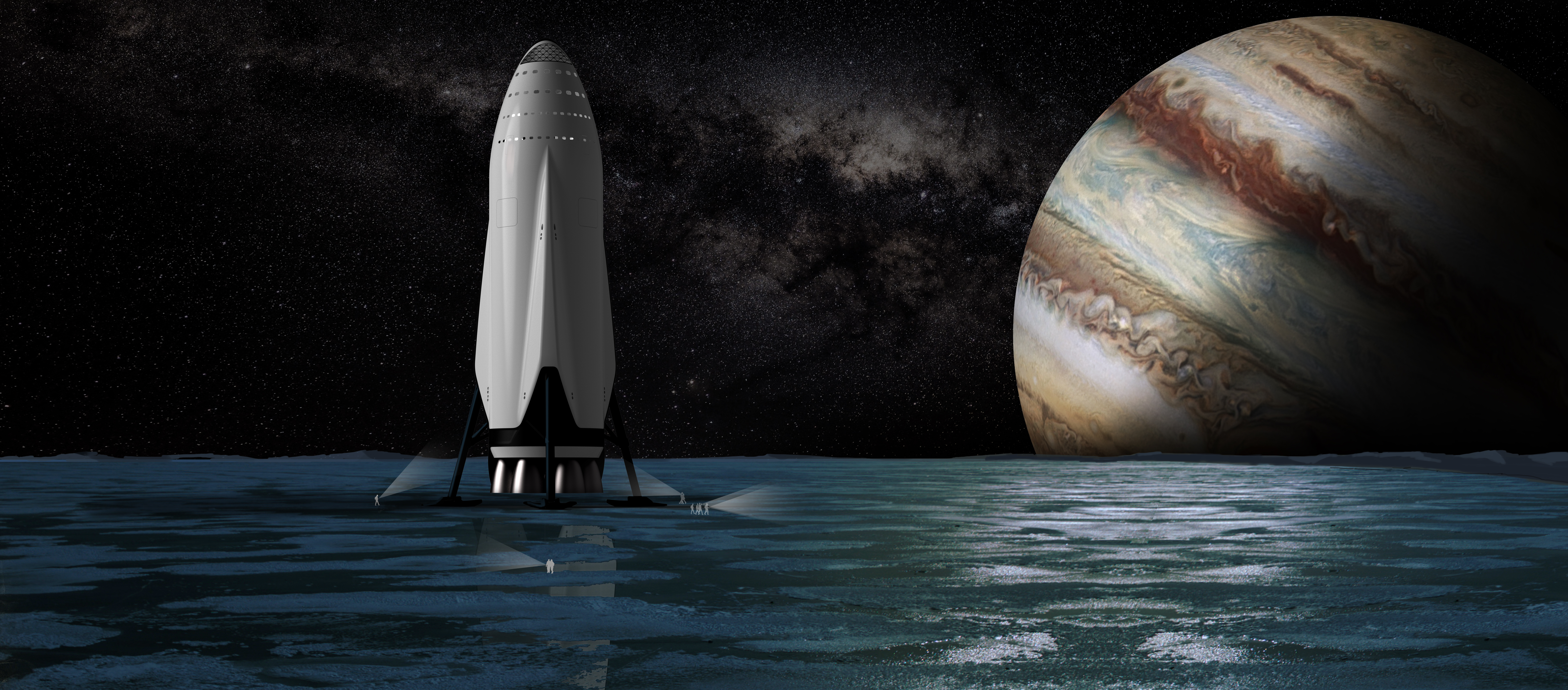
Художнє зображення посадки на Європу

Європа, четвертий за величиною природний супутник Юпітера, як у науковій фантастиці, так і в науці є потенційним об'єктом майбутньої колонізації людиною. Геофізичні особливості Європи, зокрема можливий підльодовиковий водний океан, роблять можливим існування людського життя на поверхні або під нею.

## Здійсненність

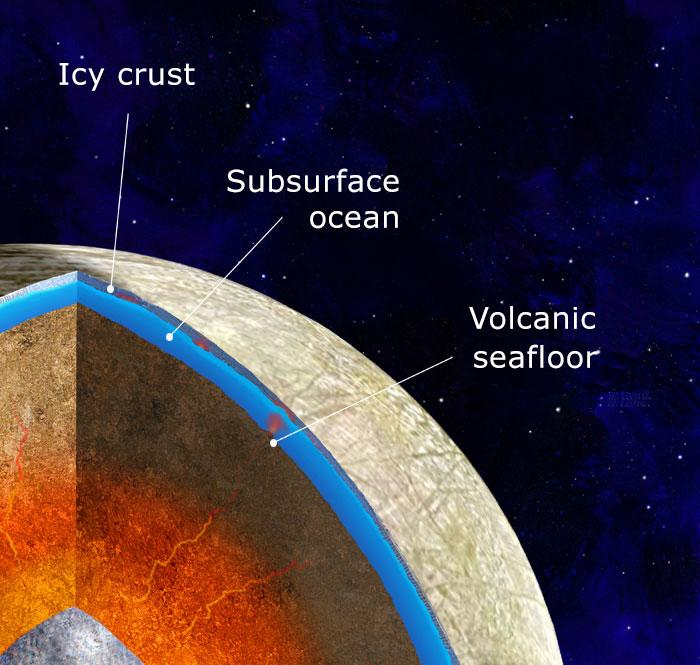
Будова Європи

Європа, як об'єкт колонізації людиною, має ряд переваг у порівнянні з іншими тілами зовнішньої Сонячної системи, проте є й проблеми.

### Можливі переваги
Вважається, що під крижаною поверхнею Європи завтовшки 10-30 км міститься океан рідкої води завглибшки близько 100 км. Доступ до цього океану є серйозною проблемою, але велика кількість води на Європі є перевагою для будь-якого сценарію колонізації. Вода не лише може задовольнити потреби колоністів у питві, але також може бути розщеплена для забезпечення необхідним для дихання киснем. Вважається також, що в підземному океані, внаслідок радіолізу поверхневого льоду, міг накопичитися кисень, кількість якого достатня для виникнення і підтримки життя аеробних морських організмів.
Внаслідок дії гравітації Юпітера в кризі періодично виникають тріщини і вода виривається на поверхню в вигляді багатокілометрових гейзерів. Це могло б полегшити доступ до океану. Також у шарі криги можливе існування озер рідкої води вище океану.

### Проблеми
Атмосфера Європи, хоча й складається переважно з кисню внаслідок радіолізу льоду, дуже розріджена і непридатна для дихання (її тиск 0,1 мкПа). Високий рівень радіації внаслідок впливу Юпітера (540 бер на день), робить малоймовірним розміщення на поверхні Європи колоній. Крижана кора Європи непостійна, зазнаючи розломів. Слабка гравітація (10% від земної) також створюватиме проблеми для тривалого проживання людей. Симптоми тривалого впливу мікрогравітації включають втрату щільності кісток, атрофію м'язів та ослаблення імунної системи.
Ймовірно, підводні зони, придатні для життя, розташовані навколо донних геотермальних джерел. Альтернативно — в шарі води безпосередньо під кригою. Суттєвою перепоною може стати висока солоність океану. Насамкінець присутність в океані Європи місцевого життя становитиме загрозу захворювань і зіткнень з агресивними істотами.

## Проєкти
Шляхом бомбардування поверхні Європи астероїдами чи підривами атомних бомб, можливо підвищити температуру поверхні, щоб лід сублімувався та утворив більше кисню завдяки радіолізу.
У 1997 році приватне космічне підприємство «Артеміда», яке підтримує встановлення постійної присутності на Місяці, оголосило про плани колонізації Європи. Згідно з цим планом, колоністи спершу створять невелику базу на поверхні, а потім пробурять крижану кору Європи, щоб створити глибинну колонію, захищену від радіації. Жодних практичних напрацювань проєкт не отримав.
У 2013 році команда архітекторів, дизайнерів, колишніх спеціалістів NASA та знаменитостей об'єдналася у проєкті «Мета — Європа» (Objective Europa), щоб залучити експертів і кошти для організації односторонньої місії на супутник Юпітера з метою створення колонії та пошуку життя в океані. Їхній намір — відправити місію на Європу через 50 років.

## У масовій культурі
У романі Артура Кларка «3001: Остання одіссея» (1997) артефакт позаземного розуму за тисячу років перетворює Європу на землеподібний світ і наприкінці люди вступають у контакт із його жителями.
Роман Брюса Стерлінга «Шизматриця» (1985) змальовує світ, де люди заселили різні тіла Сонячної системи. Океан Європи населяють генно модифіковані люди, схожі на риб. У збірці Алістера Рейнольдса «Шпигун на Європі» (1997) Європу колонізують люди, що живуть у поселеннях на зворотньому боці крижаної кори, а також генетично змінені люди, здатні жити у відкритому океані.
Дія відеогри Barotrauma (2023) відбувається в підльодному океані Європи, де земні колоністи облаштували міста й аванпости, але лишилися сам на сам після втрати зв'язку з Землею.